# Bœsenbiesen
Bœsenbiesen é uma comuna francesa na região administrativa de Grande Leste, no departamento Baixo Reno.